# Боу Стрит полицајци
Полицајци Боу Стрит је прва британска полицијска јединица коју је 1749. године основао судија и романописац Хенри Филдинг. Њено име потиче од имена улице Боу у којој се налазила Филдингова судница.
При оснивању, полиција је бројала 6 члана. Боу Стит полиција је представљала формализацију и регулисање постојећих метода за рад полиције. Иако су припадали канцеларији судије за прекршаје, припадници јединице Боу Стрит нису радили у филдингсовој канцеларији у улици Боу, али нису ни патролирали улицама Лондона. Уручивали су судске позиве, радили као детективи, затварали преступнике оптужене од стране судије и путовали широм земље како би хапсили криминалце. Прочули су се по својој ефикасности у "хватању лопова", а преступници су их се плашили и поштовали их. 
Након смрти Хенрија Филдинга 1754. године, његов брат Џон Филдинг "пречистио" је патролу. Од досадашњих Боу Стрит полицајаца направио је ефикаснију полицијску снагу, којој је касније придодао и официрску коњицу.
Иако у годинама које су уследиле полиција није била редовно финансирана, Боу Стрит полиција служила је као водећи принцип како би полиција требало да се развија у наредних осамдесет година. Она је показала, почевши од лондона, начин и правац повећања професионализације и државне контроле над уличним свакодневним животом.
Јединица је распуштена 1839. године, 10 година пошто је сер Роберт Пил образовао лондонску Метрополитен полицију.